# Борщівка Друга
Борщі́вка Друга —  село в Україні, у Рівненському районі Рівненської області. Населення становить 85 осіб.

## Населення
Згідно з переписом УРСР 1989 року чисельність наявного населення села становила 123 особи, з яких 59 чоловіків та 64 жінки.
За переписом населення України 2001 року в селі мешкала 81 особа.

### Мова
Розподіл населення за рідною мовою за даними перепису 2001 року:
| Мова       | Відсоток |
| ---------- | -------- |
| українська | 98,82 %  |
| російська  | 1,18 %   |